# Río Bella Coola
El río Bella Coola (del inglés: Bella Coola River) es un importante río costero de Canadá de la vertiente del Pacífico, que discurre por las montañas Costeras en el sur de la provincia de la Columbia Británica. La homónima ciudad de Bella Coola (1919 hab. en 2011) está en su desembocadura en el North Bentinck Arm, un estrecho entrante de más de 100 km de longitud. La Reserva Indígena N.º 1 Bella Coola es la actual ubicación de la comunidad principal de la población sobreviviente de los nuxalks que se reunieron allí después de las depredaciones por la viruela y la colonialización.
Bella Coola es la única localidad de la costa de la Columbia Británica entre Kitimat (8335 hab.) y Squamish (17 158 hab.) que tiene acceso por carretera a la parte interior de las montañas Costeras y que se encuentra al final de la carretera 20 desde Williams Lake (10 832 hab.) via el país Chilcotin. Cuenta con una terminal de ferry vehicular para un encaminamiento especial desde Port Hardy, en el norte de la isla de Vancouver, que ahora también se detiene en las comunidades más pequeñas en los entrantes e islas intermedias.
El Bella Coola es en realidad sólo un corto tramo de una corriente mucho mayor que cambia de nombre en varios puntos durante su curso; es sobre todo el río Atnarko, pero a pocos kilómetros aguas arriba de la ciudad de Bella Coola, en la confluencia del arroyo Burnt Bridge y del río Talchako con el Atnarko, el nombre cambia oficialmente al de río Bella Coola. Este río es el límite norte del subgrupo de las montañas Costeras conocido como cordilleras del Pacífico; el gran escudo-volcánico y la meseta Rainbow están inmediatamente al norte y al este del Atnarko, mientras que más allá de ellas y del río Dean están las cordilleras Kitimat, que corresponden al ámbito de las cordilleras del Pacífico.
La cuenca del río Bella Coola y sus afluentes drena 5009 km². El bella Coola estrictamente tien unos 70 km de longitud, aunque si se considera con el Atnarko llega los 170 km.
La parte alta correspondiente al Atnarko discurre por el parque provincial Tweedsmuir South.

## Historia
El valle del Bella Coola fue el centro histórico de los nuxalks, que tenían su principal poblado en la desembocadura del río en el North Bentinck Arm.
El explorador y comerciante de pieles escocés Alexander MacKenzie siguió su curso en la etapa final de su exitosa expedición en la que completó el primer viaje transcontinental, más al norte de México, del que se tiene constancia, adelantándose a la expedición de Lewis y Clark en más de 10 años.